# 欧防风属
欧防风属（学名：Pastinaca）是伞形科下的一个属，为二年生或多年生草本植物。该属共有约14种，分布于欧洲与亚洲。